# Het Nationale Theater
Het Nationale Theater (HNT) is het stadstheater en -gezelschap van Den Haag. Het ontstond op 1 januari 2017 uit een fusie van het Nationale Toneel, de Koninklijke Schouwburg en Theater aan het Spui.
Het Nationale Theater produceert en presenteert hedendaagse toneelteksten, (bewerkingen van) klassieke toneelteksten en innovatieve contextprogramma’s naast cabaret, dans en muziektheater. Als enige van de acht grote door de Nederlandse overheid gesubsidieerde theatergezelschappen maakt het naast voorstellingen voor volwassenen ook voorstellingen voor kinderen en jongeren (HNTjong). Het is het grootste reizende theatergezelschap van Nederland. De Koninklijke Schouwburg en Theater aan het Spui zijn de vaste speelplekken.

## Zalen
De volgende podia staan ter beschikking: de twee zalen van de Koninklijke Schouwburg, de twee zalen van Theater aan het Spui, Zaal 3 en de HNT Studio's.

## Organisatie

### Directie en artistieke leiding
De directie van Het Nationale Theater bestaat uit Cees Debets (Directeur Theater) en Lidy klein Gunnewiek (Zakelijk Directeur). Eric de Vroedt is artistiek leider van Het Nationale Theater en Noël Fischer van HNTjong. 

### Regisseurs
De vaste regisseurs zijn naast Eric de Vroedt en Noël Fischer (HNTjong), Theu Boermans (neemt in seizoen 2021/2022 afscheid), Eva Line de Boer (HNTjong), Erik Whien, Casper Vandeputte (HNTjong) en Eline Arbo.
In het verleden hebben ook Daria Bukvić en Jeroen De Man voorstellingen gemaakt bij Het Nationale Theater.

### Acteurs
Het Nationale Theater is een van de twee gezelschappen met een ensemble van acteurs in vaste dienst. Het ensemble bestaat per 2020 uit zestien acteurs: Antoinette Jelgersma, Betty Schuurman, Bram Coopmans, Emmanuel Ohene Boafo, Hein van der Heijden, Jaap Spijkers, Joris Smit, Mariana Aparicio Torres, Mark Rietman, Rick Paul van Mulligen, Romana Vrede, Soumaya Ahouaoui, Tamar van den Dop en Yela de Koning. Eerder waren o.a. Stefan de Walle, Bram Suijker, Sallie Harmsen, Werner Kolf, Vincent Linthorst en Saman Amini aan het ensemble verbonden.